# Pleuridium mexicanum
Pleuridium mexicanum là một loài rêu trong họ Archidiaceae. Loài này được Cardot mô tả khoa học đầu tiên năm 1910.